# Оден, Генри Уильям
Генри Уильям Оден (англ. Henry William Auden; 27 ноября 1867, Уэллингборо — 26 января 1940) — британский и канадский филолог-классик. Сын священника Томаса Одена (1836—1920), двоюродный дядя поэта Уистена Хью Одена, племянник его деда, священника Джона Одена (1831—1876).
Окончил школу в Шрусбери и Колледж Христа Кембриджского университета со степенью магистра искусств (1893), в 1890—1891 гг. стажировался в Марбургском университете.
В 1891—1902 гг. преподаватель и библиотекарь в Колледже Фетиса в Эдинбурге. В 1902—1917 гг. директор Колледжа Верхней Канады в Торонто. С 1920 г. и до конца жизни профессор классической филологии в Университете Западного Онтарио.
Под редакцией Одена вышел ряд научных изданий античных авторов, в частности, комедия Плавта «Псевдол» (1896). Перевёл на английский язык сборник латинских фразеологизмов, составленный Карлом Майсснером (англ. Latin phrase-book; 1894, множество переизданий вплоть до 2002 года), и составил аналогичный сборник греческих фразеологизмов (англ. Greek Prose Phrase-book; 1899). Редактировал серию античной литературы шотландского издательства Blackwood.